# Nadalin
Il Nadalin è un dolce tipico natalizio di Verona.

## Storia e descrizione
Questo dolce fu inventato nel Duecento per festeggiare il primo natale di Verona sotto la signoria della famiglia della Scala. È poi l'antenato del più celebre pandoro, che invece fu inventato nell'Ottocento. Rispetto a quest'ultimo il Nadalin, pur avendo ingredienti simili, è meno burroso e fragrante, ma più compatto e dolce. Anche la forma è differente: se infatti il pandoro ha una forma regolare standard a stella ed è molto alto, il Nadalin invece è molto più basso e non ha una forma ben precisa, spesso però o è a stella come il pandoro, ma delineata in modo meno preciso, o a cupola come un panettone molto basso.
Molti veronesi lo preferiscono al pandoro perché più legato alla tradizione della città, dal momento che il pandoro è divenuto un dolce nazionale; e così il Nadalin esprime meglio le origini e le tradizioni di Verona.
Nel 2012 il Nadalin ha ottenuto la certificazione De.C.O..